# Юхим Митюк
Юхи́м Никифорович Митю́к (1732  — 28 березня (9 квітня) 1810 , Київ, Київська губернія, Російська імперія ) — діяч київського магістрату, 2-й голова міської думи Києва в 1787—1790 роках.

## Біографія
Народився 1732 року. Походив із заможної купецької родини Митюків. Син купця Никифора Митюка. Мешкав на Кожум'яках. Спільно з батьком очолив торгову справу, згодом ставши купцем I-ої гільдії. Придбав 3 садиби та постоялий двір. Водночас брав активну участь у роботі міського магістрату. 1766 року призначено інстигатором магістрату. Вже у 1770-х роках значиться як один з багатших київських купців.
У 1781 або 1782 році обирається райцею. У 1780-х роках стає купецькою старшиною та гласним міської думи. Це дозволило отримати ранг бунчукового товариша. 1787 році обирається головою міської думи Києва. Продовжив політику попередника — Василя Копистенського щодо захисту інтересів міста з приводу передачі прибутків з Васильківської митниці. Голова та члени думи наполягали на передачі прибутків з митниці в розпорядження думи, а правитель київського намісництва Семен Ширков — до приказу громадського призренія (піклування). Зрештою досягнуто згоди щодо збільшення прибутків міської думи, а натомість доходи від Васильківської митниці спрямовано до приказу. У 1788 році зустрічав імператрицю Катерину II під час перебування в Києві.
У 1790 році поступився посадою Григорію Радзицькому. 1792 року після смерті батька об'єднав родинну власність та капітали. Надалі займався купецькою діяльністю, проте не забував про справи міста, беручи участь у загальних зборах. 1797 році виступав поручителем виконання будівельних робіт зі зведення арсеналу Києво-Печерської цитаделі.
У 1802 році обирається бурмистром. У 1806 році разом з війтом Георгієм Рибальським увійшов до складу комісії з міських доходів і витрат. Вона керувала фінансовими надходженнями та витратами, а також торговою сферою. Був доволі активним її членом, намагаючись ліквідувати дефіцит коштів, який продовжував невпинно зростати.
Помер у Києві 28 березня (9 квітня) 1810 року, похований на міському кладовищі.